# In Control (Nemesea)
In Control è il secondo album in studio del gruppo nederlandese Nemesea.

## Tracce
Testi di Manda Ophuis e Hendrik Jan de Jong, musiche di Hendrik Jan de Jong.
1. No More – 3:24
2. In Control – 3:00
3. Home – 2:43
4. The Way I Feel (feat. Cubworld) – 3:59
5. Lost Inside – 3:23
6. Remember – 3:35
7. Believe – 4:22
8. Like the Air – 2:49
9. Broken – 3:40
10. Never – 2:56

## Formazione
- Manda Ophuis – voce
- Hendrik Jan de Jong – chitarra
- Martijn Pronk - chitarra
- Sonny Onderwater – basso
- Steven Bouma – batteria

### Musicisti aggiuntivi
- Jeroen Reitbergen - tastiere in Never
- Hans De Wild - tastiere in The Way I Feel